# 看板絵
看板絵（かんばんえ）とは江戸時代から描かれている浮世絵のジャンルである。
通常、看板というと商店の屋号などを記し、通行人の目を引くものを指すが、浮世絵の場合には芝居を紹介する目的のものを指した。古いものでは延宝のころの作品が見られ、鳥居清信ら代々の鳥居派の絵師が主に描いている。看板絵は豪壮な男性的演技を特徴とする江戸歌舞伎の様子を芝居小屋の高所に掲げておいて、低い位置から見上げるものであるため、力のこもったくびれた手足や筋肉の躍動を表現する「ひょうたん足みみず描き」という独特な画風が生まれ、現代に至るまで同様の画風が継承されている。